# Jüdischer Friedhof (Pidhajzi)
Koordinaten: 49° 15′ 58,8″ N, 25° 7′ 57″ O
Der Jüdische Friedhof Pidhajzi liegt in Pidhajzi, einer Stadt in der Oblast Ternopil im Westen der Ukraine.
Nach Angaben der European Jewish Cemeteries Initiative (ESJF) ist der jüdische Friedhof von Pidhajzi einer der ältesten und am besten erhaltenen jüdischen Friedhöfe der Ukraine. Auf dem Friedhof sind zahlreiche erhaltene, aber auch zahlreiche zerstörte Grabsteine vorhanden. Über 1500 Gräber sind bis heute erhalten geblieben, darunter mehr als 50 aus dem 17. und 18. Jahrhundert. Der älteste noch erhaltene Grabstein ist von 1630. Der Friedhof ist in einer Katasterkarte von 1846 eingezeichnet.
Der Friedhof wurde durchgängig belegt bis zum Mai 1941.
Am 4. Juli 1941 marschierten Truppen der Wehrmacht in die Stadt ein. Im September und Oktober 1942 wurden mehr als 2.200 Juden in das Vernichtungslager Belzec deportiert. Anfang Juni 1943 wurden bei der Liquidierung des jüdischen Ghettos und eines Arbeitslagers Häftlinge auf dem nordöstlichen Teil des Friedhofs hingerichtet. In dem Massengrab sind etwa 300 Personen begraben. Ein Stein mit einer Gedenktafel erinnert an die Opfer dieses Kriegsverbrechens.
Danach wurde erst wieder im Jahr 1952 ein Grabstein für Riva Goldenberg aufgestellt.
Das Gelände befindet sich im Eigentum der örtlichen Gemeinde. Der Friedhof erstreckt sich entlang der Straße „Lesi Ukrainky“ und hat eine Länge von 494 Metern. Der Friedhof ist eingezäunt, an der Straßenseite ist er mit einem 1,8 m hohen Metallzaun gesichert. Die Süd- und Ostseite sind von einem Metallgitterzaun umgeben. Das Friedhofsgelände wird auch als Viehweide für Ziegen und Kühe genutzt.

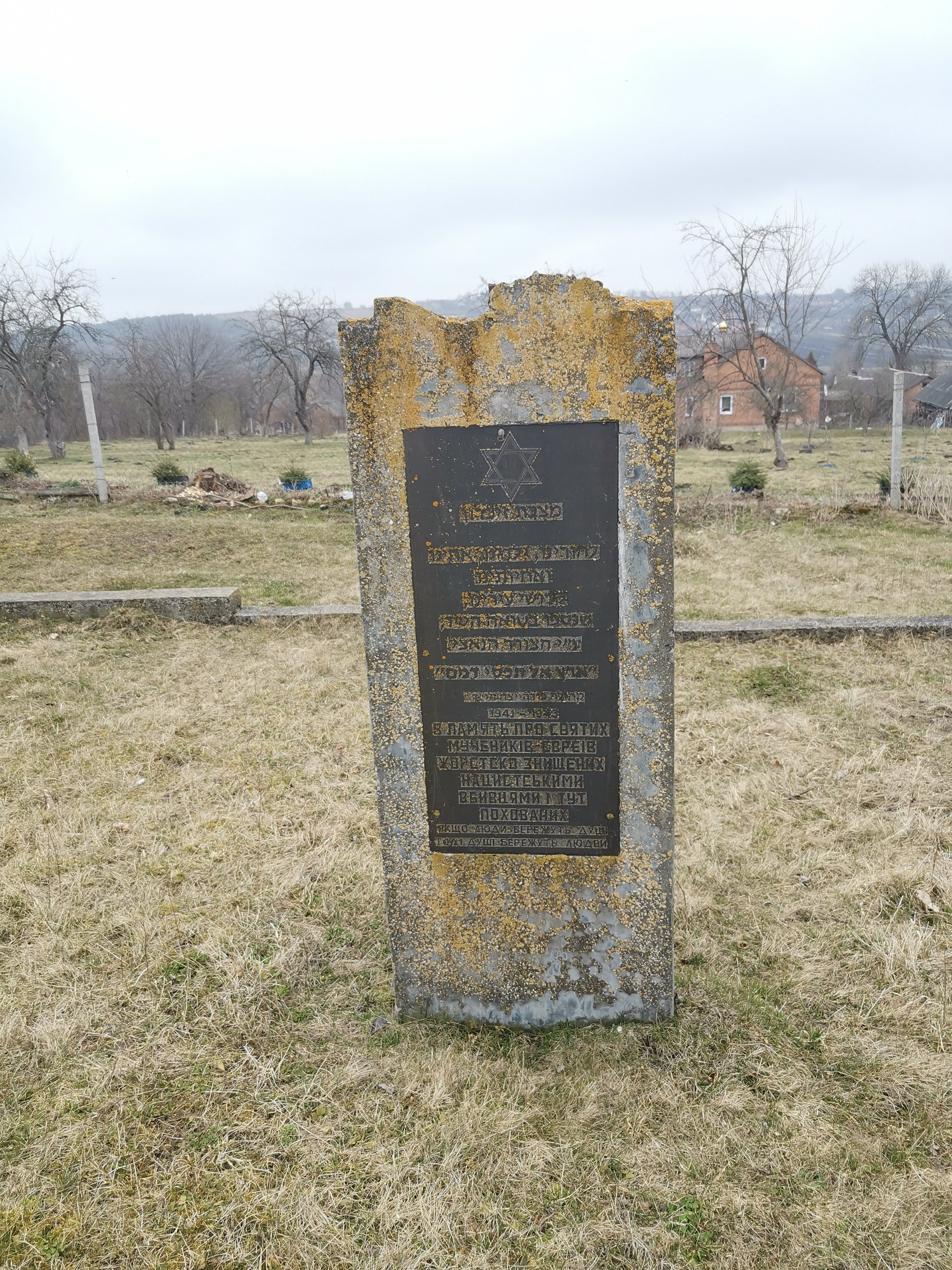
Gedenkstein
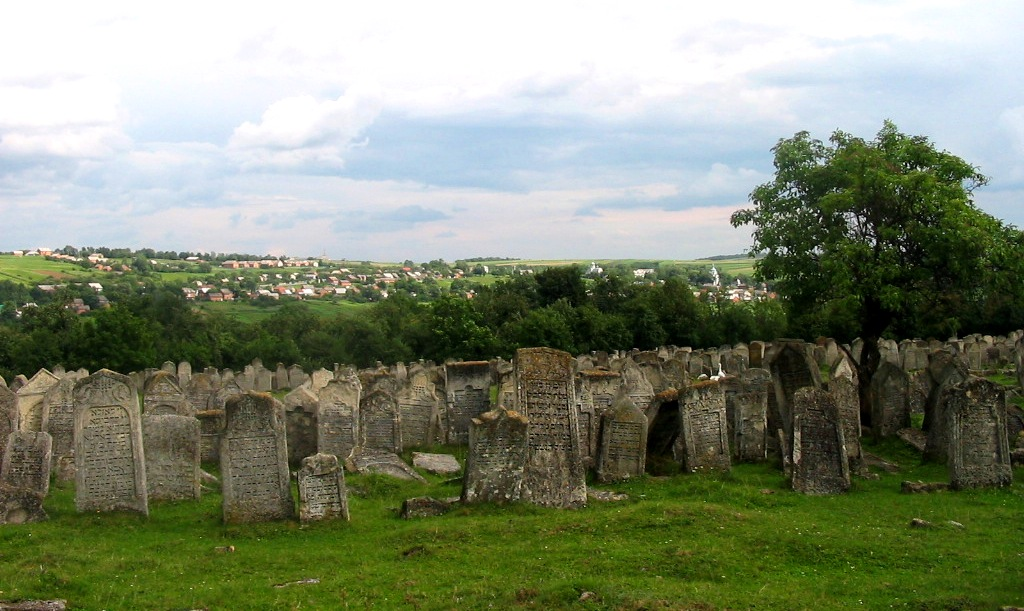
Friedhof (2004)
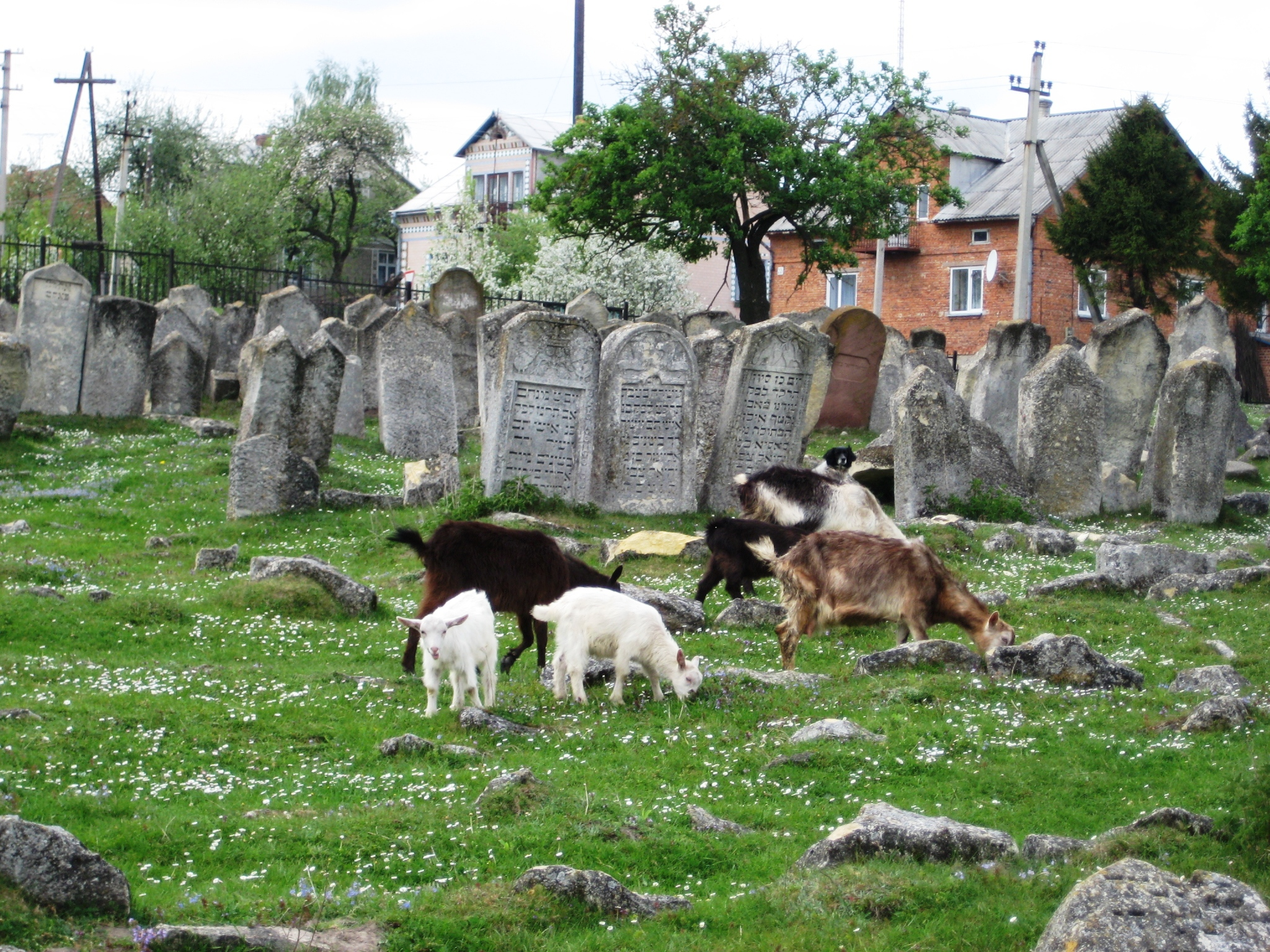
Friedhof (2009)
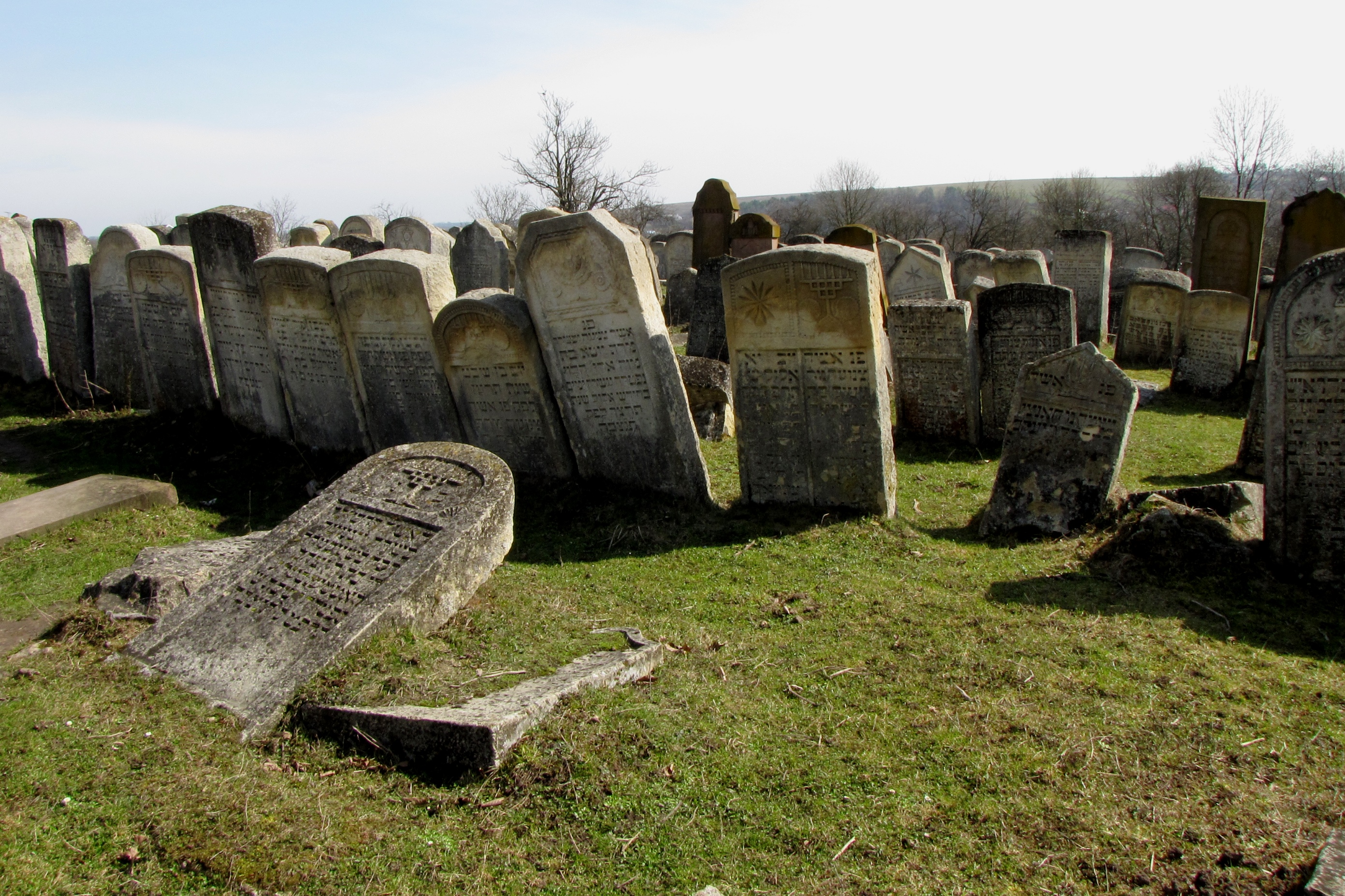
Friedhof (2010)
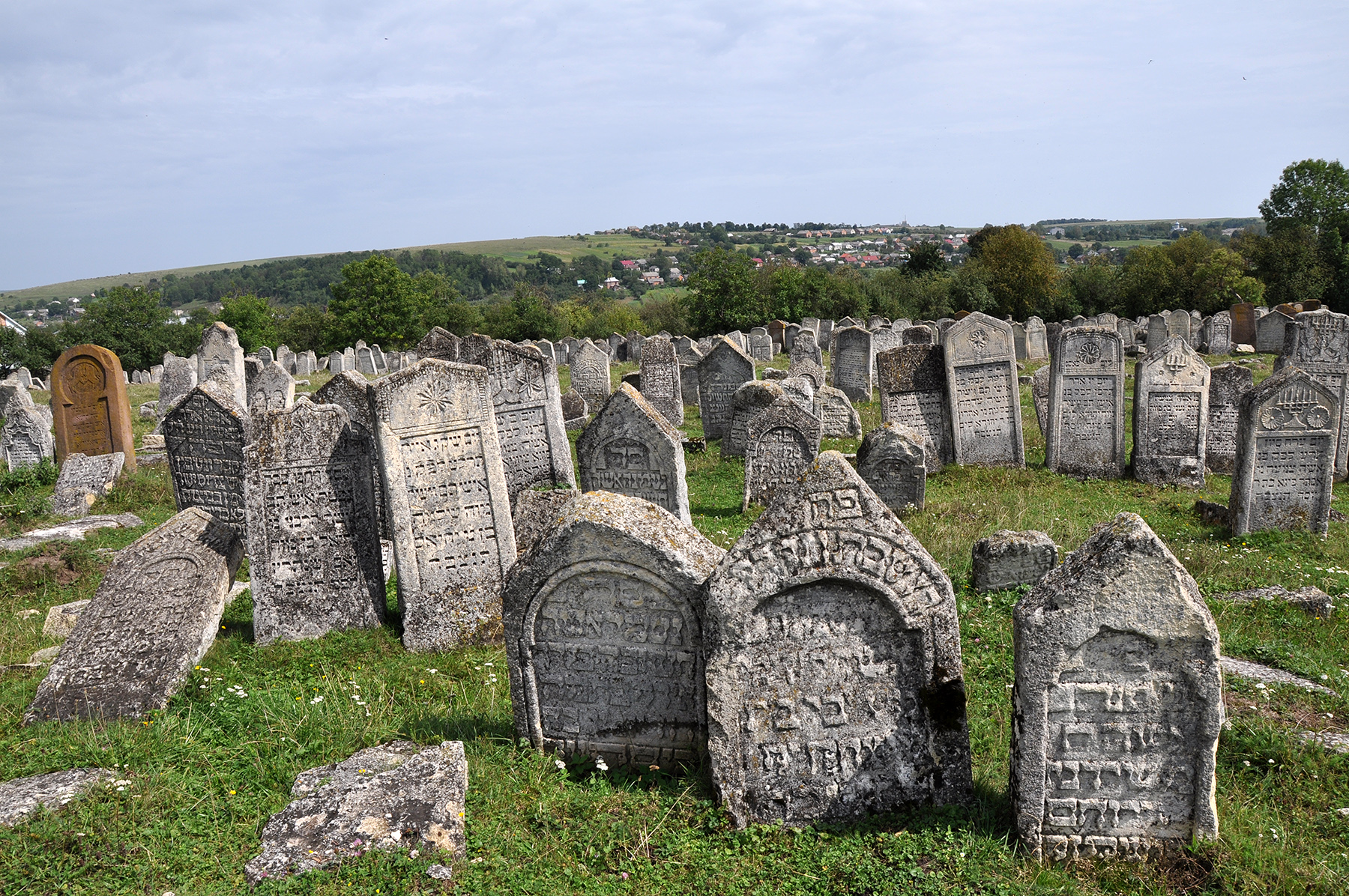
Friedhof (2012)